# Tramway d'Oslo
Le tramway d'Oslo est le réseau de tramways de la ville d'Oslo, capitale de la Norvège. D'une longueur totale de 131,4 kilomètres, le réseau possède 6 lignes et 99 stations.

## Réseau actuel

### Aperçu général
| No. | Service                                                                       |
| --- | ----------------------------------------------------------------------------- |
| 11  | Majorstuen–Homansbyen–Torshov–Storo–Disen–(Kjelsås)                           |
| 12  | Majorstuen–Frogner–Aker Brygge–Jernbanetorget–Torshov–Storo–Disen–Kjelsås     |
| 13  | (Jar)-Lilleaker–Skøyen–Nationaltheateret–Jernbanetorget–Torshov–Storo–Grefsen |
| 17  | Rikshospitalet–Ullevål–Stortorvet–Carl Berners Plass–Sinsen–Grefsen           |
| 18  | Rikshospitalet–Ullevål–Stortorvet–Jernbanetorget–Holtet–(Ljabru)              |
| 19  | Majorstuen–Briskeby–Nationaltheateret–Jernbanetorget–Holtet–Ljabru            |

### Matériel roulant

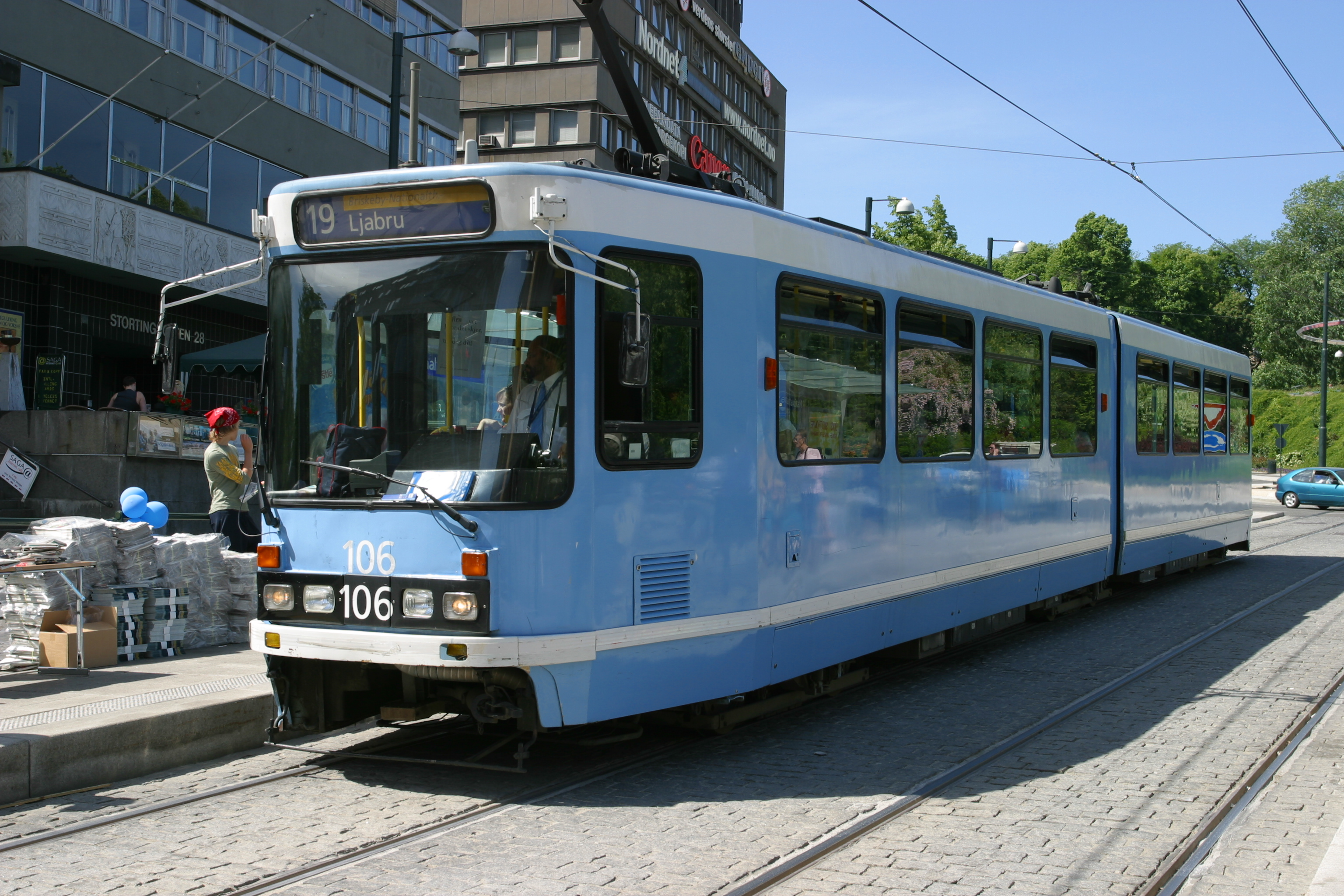
Tram SL79.

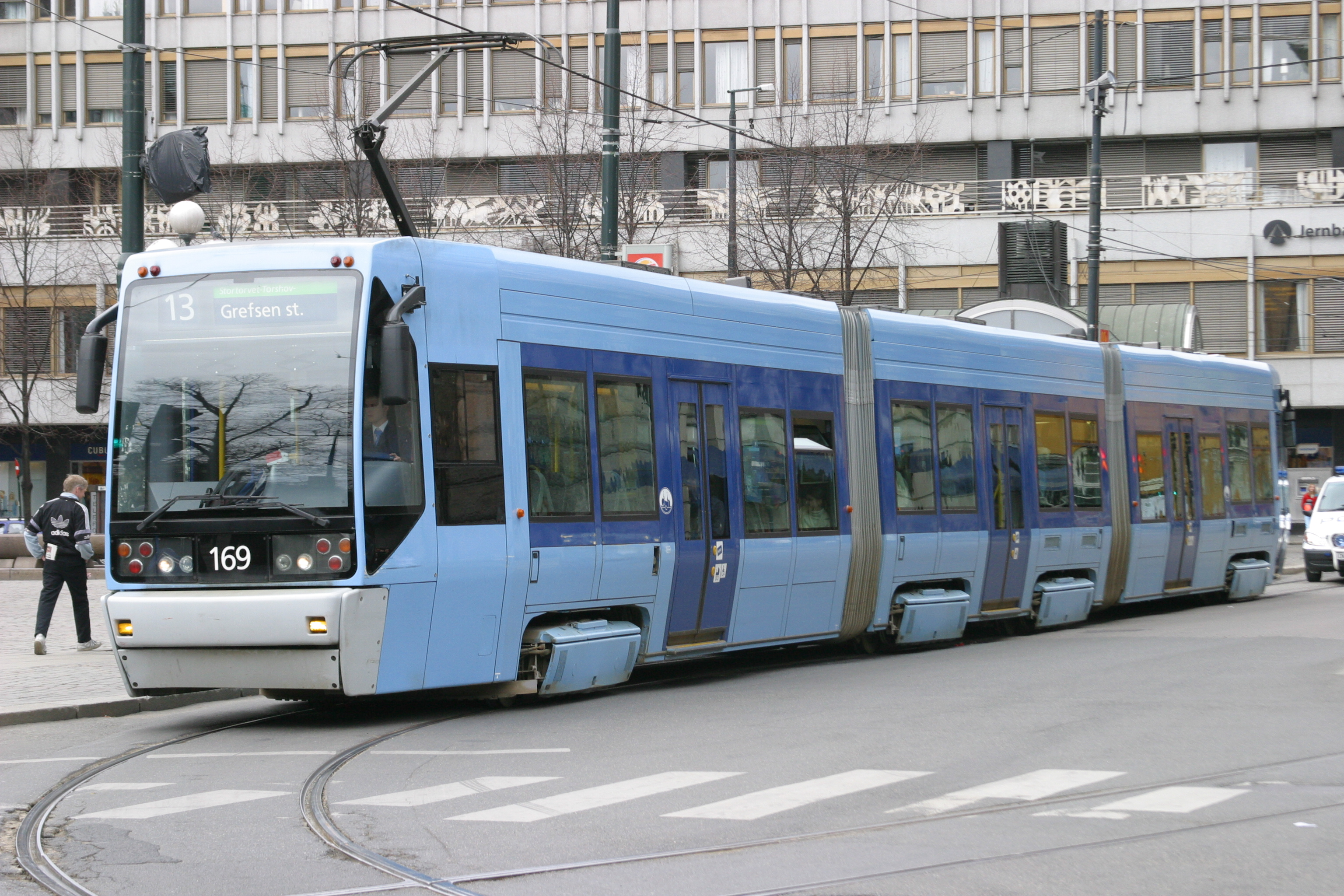
Tram SL95.

Le réseau utilise 72 rames de tramway. 
- 40 rames à deux caisses SL79, numérotées de 101 à 140. Ces rames sont unidirectionnelles et ont été réceptionnés de 1982 à 1989. Les dix premières rames ont été produites par Duewag en Allemagne, le reste par ABB à Strømmen, près d'Oslo. Le SL79 mesure 22.18 mètres long, 2,50 mètres de large pour une hauteur de 3,41 m. Chaque rame peut contenir 163 personnes dont 71 assises.
- 32 rames à trois caisses SL95, numérotées de 141 à 172 et livrées de 1998 à 2006. Les SL95 sont à plancher bas partiels et sont bidirectionnelles. Les rames ont été construites par le groupement de constructeurs italiens Ansaldo/Firema. Chaque rame mesure 33,12 mètres de long, 2,6 m de large pour une hauteur de 3,62 m. La capacité est de 212 passagers dont 88 assis.

À partir de 2020, une nouvelle série de tram est réceptionné au constructeur CAF. 87 rames sont commandés avec 60 en option, le tout pour 200 millions d'euros.